# John Lekschas
John Lekschas (* 10. Oktober 1925 in Memel; † 8. Juli 1999 in Berlin) war ein deutscher Jurist und Autor. Er war führender Kriminologe in der DDR.

## Leben
Der Sohn eines Kapitäns der Küstenschifffahrt besuchte die Volks- und Mittelschule in Königsberg. Er leistete von 1943 bis 1945 Kriegsdienst in der Kriegsmarine und war kurzzeitig in amerikanischer Kriegsgefangenschaft.
Von 1945 bis 1947 absolvierte er eine Maurerlehre in Hamburg und in Waldheim/Sachsen. Im Jahr 1947 wurde er Mitglied der SED und von seinem Baubetrieb an die Vorstudienanstalt in Leipzig delegiert, wo er die Hochschulreife erwarb. Von 1947 bis 1951 studierte Lekschas an den Juristischen Fakultäten der Universitäten Berlin und Halle Rechtswissenschaft.

### Wirken in Halle/Saale
Von 1951 bis 1961 arbeitete er als Hochschullehrer an der Martin-Luther-Universität Halle-Wittenberg (MLU). Nach Umorganisierung der Fakultätsstruktur durch Abschaffung des über hundert Jahre bestehenden Rechtswissenschaftlichen Seminars amtierte der so genannte Wahrnehmungsdozent Lekschas zugleich als Direktor des Instituts für Strafrecht, während seine Ehefrau Eva Lekschas-Lange, Tochter des Volksbildungsministers Fritz Lange, an der der Juristischen Fakultät der Universität Halle in gleicher Position für Staats- und Verwaltungsrecht zuständig war. An der MLU erfolgte 1952 die Promotion des Strafrechtlers Lekschas mit einer Arbeit zum Thema Die Kausalität bei der verbrecherischen Handlung.
Lekschas gehörte zu den Initiatoren und Unterzeichnern einer Erklärung der Juristischen Fakultät der Martin-Luther-Universität Halle-Wittenberg vom 18. Juni 1953, in welcher der Arbeiteraufstand vom Vortage und die damit zusammenhängenden Ereignisse in Halle (Saale) dahingehend interpretiert wurden, dass sich Bürger der DDR „von faschistischen Provokateuren zu Angriffen auf die Errungenschaften und Aufbauerfolge […] missbrauchen ließen“ und sie als „Versuche“ bewertet, „die Maßnahmen“ der DDR-„Regierung zur Verbesserung der Lage der Werktätigen und zur beschleunigten Wiedervereinigung Deutschlands zu durchkreuzen“.
Nachdem er von 1955 bis 1957 als nebenamtlicher Richter am Kreisgericht Halle tätig gewesen war, wurde er 1957 nebenamtlicher Richter am Obersten Gericht der DDR. In der Sitzung des Senats der Universität Halle am 4. März 1957 nahm er als Prodekan in Vertretung des Dekans der Juristischen Fakultät teil und wies bei der Vorstellung auf seine bisherige Hochschullehrerlaufbahn hin. Mit 31 Jahren erhielt er einen Lehrauftrag als Professor für Strafrecht an der Universität Halle. Von 1957 bis 1961 war Lekschas als Prodekan und später als Dekan an der Juristischen Fakultät Halle tätig. Im Jahre 1961 habilitierte er sich.
Er lud den damals an der Universität Münster lehrenden Strafrechtler Arthur Wegner ein, der 1937 in Halle/Saale wegen seiner jüdischen Ehefrau amtsenthoben wurde und mit dem er nach dessen Veröffentlichung des Lehrbuchs Strafrecht. Allgemeiner Teil seit 1951 fachlich korrespondiert hatte, an der Nationalratstagung der Nationalen Front am 1. Juli 1959 in Berlin teilzunehmen. Er war „an der Profilierung der Juristischen Fakultät in Halle wesentlich beteiligt.“
Der Nachfolger im Amt von Lekschas als Dekan der Juristischen Fakultät der Martin-Luther-Universität Halle-Wittenberg wurde der Völkerrechtler Gerhard Reintanz.

### Tätigkeiten in Berlin
1961 wurde Lekschas an die Humboldt-Universität Berlin zur Verstärkung der Strafrechtsausbildung versetzt, wo er bis 1990 als Professor für Strafrecht und Kriminologie arbeitete. In Berlin wirkte er unter anderem als Dekan der Juristischen Fakultät (1962 bis 1964), Direktor des Instituts für Strafrecht (1962 bis 1966), Prorektor für Gesellschaftswissenschaften (1966 bis 1968), Direktor der Sektion Rechtswissenschaften (1969 bis 1973) und Dekan der Gesellschaftswissenschaftlichen Fakultät (1975 bis 1979) der Humboldt-Universität. Als Direktor der Sektion Rechtswissenschaft gewann er den damaligen Staatssekretär im DDR-Ministerium der Justiz, Hans Ranke für die Festrede anlässlich der Verabschiedung von über 500 Absolventen des juristischen Fernstudienlehrgangs an der Humboldt-Universität zu Berlin.
Lekschas war von 1963 bis 1968 Mitglied des Kollegiums beim Generalstaatsanwalt der DDR, ab 1969 Mitglied des Rates für Staats- und rechtswissenschaftliche Forschung bei der DASR bzw. der Akademie der Wissenschaften der DDR (AdW) und ab 1973 korrespondierendes Mitglied der AdW. Nach der Wende in der DDR wurde er 1990 emeritiert. John Lekschas war seit dem 23. April 1954 als Geheimer Hauptinformator (GHI) „Hans Jäger“ für das Ministerium für Staatssicherheit erfasst.
Lekschas war von Dezember 1973 bis 1978 Vorsitzender des Freundschaftskomitees DDR-Ägypten und von 1978 bis 1981 Präsident der Freundschaftsgesellschaft DDR-Kanada (Liga für Völkerfreundschaft).
In seinem wissenschaftlichen Werk widmete er sich seit Mitte der 1950er-Jahre Fragen der strafrechtlichen Schuld. Die von ihm entworfene Schuldkonzeption wurde im Strafgesetzbuch der DDR von 1968 gesetzlich fixiert. In den 60er-Jahren wandte er sich immer mehr Problemen der Jugendkriminalität zu. Daneben rückte die Kriminologie verstärkt ins Blickfeld seiner wissenschaftlichen Arbeit.
Vertrat er gemeinsam mit anderen Autoren noch in der ersten Monographie „Kriminologie“ 1966 die sogenannte Reliktstheorie, die die Ursachen für Kriminalität außerhalb der gegebenen Lebensverhältnisse ansiedelte (Kriminalität ist dem Sozialismus wesensfremd, vorhandene Kriminalität ist Ausdruck von „Relikten“ überkommener (klein)bürgerlicher Einstellungen der vorsozialistischen Gesellschaftsordnung und von Einflüssen der kapitalistischen Umgebung), korrigierte er in der Arbeit „Kriminologie - Theoretische Grundlagen und Analysen“ 1983 seine eigene wissenschaftliche Auffassung und stellte die These auf, dass auch in der sozialistischen Gesellschaft soziale Widersprüche wirksam seien, welche zu delinquenten Verhalten unter Jugendlichen führen könnten.
Er starb am 8. Juli 1999 in Berlin.

## Auszeichnungen
- 1963 Ernst-Moritz-Arndt-Medaille
- 1970 Vaterländischer Verdienstorden in Bronze
- 1976 Nationalpreis der DDR III. Klasse für Wissenschaft und Technik

## Werke
- Die Kausalität bei der verbrecherischen Handlung. Deutscher Zentralverlag, 1952
- Die Schuld als subjektive Seite der verbrecherischen Handlung. Deutscher Zentralverlag, 1955
- Über die Strafwürdigkeit von Fahrlässigkeits-Verbrechen. Deutscher Zentralverlag, 1958
- Zur Neuregelung der Schuld im Allgemeinen Teil eines zukünftigen sozialistischen Strafgesetzbuches der Deutschen Demokratischen Republik. Deutscher Zentralverlag, 1959
- Verantwortung und Schuld im neuen Strafgesetzbuch. Staatsverlag der Deutschen Demokratischen Republik, 1964
- Jugendkriminalität und ihre Bekämpfung in der sozialistischen Gesellschaft. Berlin, Staatsverlag 1965. Hrsg. v. Institut f. Strafrecht der Humboldt-Universität Berlin.
- Kriminologie. Staatsverlag der Deutschen Demokratischen Republik, 1983
- Rezension: Die historische Stellung und die gegenwärtige Funktion der von Sigmund Freud begründeten Psychoanalyse im Prozess der Formierung einer wissenschaftlich fundierten Psychoanalyse. Vorträge einer Arbeitstagung anlässlich des 125. Geburtstages von Siegmund Freud.[9]
- Zur Vorbeugung der Kriminalität Minderjähriger – Forschungsprobleme. (Sitzungsberichte der Akademie der Wissenschaften der DDR, Gesellschaftswissenschaften Jg. 1984, Nr. 1/G).Akademie-Verlag Berlin.
- Strafrecht der DDR: Lehrbuch. [Leiter des Autorenkollektivs, John Lekschas; Gesamtredaktion, John Lekschas, Erich Buchholz] Staatsverlag der Deutschen Demokratischen Republik, 1988
- Probleme künftiger Strafpolitik in der DDR. (Sitzungsberichte der Akademie der Wissenschaften der DDR, Gesellschaftswissenschaften, Jg. 1989, Nr. 11/G).Akademie-Verlag Berlin.